# 함안 어계고택
함안 어계고택(咸安 漁溪古宅)은 대한민국 경상남도 함안군 군북면에 있는 조선시대의 건축물이다.
1976년 12월 20일 경상남도의 유형문화재 제159호 어계생가(漁溪生家)로 지정되었다가, 2018년 7월 12일 어계고택(漁溪古宅)으로 문화재 명칭이 변경되었고,2018년 12월 20일 현재의 명칭으로 변경되었다.

## 개요
조선 전기의 문신 어계 조려(1420∼1489) 선생이 태어난 집이다. 조려 선생은 생육신의 한 사람으로 단종을 위해 벼슬을 버리고 영월에서 단종의 시신을 거두어 장례를 치른 뒤 왕의 얼을 동학사에 모셨다. 그 후 어계 선생은 이곳에서 낚시로 여생을 보냈으며 지금은 후손들의 재실로 사용하고 있다.
대문채·재실·사당으로 구성되어 있는데 대문채는 3칸으로 가운데 문을 높여 세운 솟을대문을 두었고 양쪽은 방으로 만들었다.
재실은 앞면 4칸·옆면 2칸 규모로 지붕 옆면이 여덟 팔(八)자 모양인 팔작지붕집이다. 一자형 평면으로 부엌이 없이 가운데 2칸을 대청으로 하고, 양쪽은 툇마루를 둔 방을 1칸씩 만든 후 주변에는 담을 둘렀다.
사당은 3칸 一자형 평면에 지붕 옆면이 사람 인(人)자 모양과 비슷한 맞배지붕집이다. 비교적 장식이 섞인 모습을 보여주는 건물로 어계 선생과 부인에게 제를 올리는 곳이다.
대체로 건물의 구조·재료·형태들이 조선 후기 민가의 평범한 양식을 갖추어 간결하고 검소한 느낌을 주고 있다.

## 참고 자료
- 함안 어계고택 - 국가유산청 국가유산포털